# 中国人民政治协商会议株洲市委员会
中国人民政治协商会议株洲市委员会（简称政协株洲市委员会、株洲市政协）是中国人民政治协商会议在中华人民共和国湖南省株洲市的地方组织。

## 历史
1951年，株洲市成立，同年10月，在株洲市成立各界人民代表会议协商委员会，为株洲市各界人民代表会议常设机构。1954年6月，株洲市首届人民代表大会第一次会议召开，株洲市人民代表大会成立。株洲市协商委员会撤销。1979年5月，中共株洲市委根据中共湖南省委关于在省直辖市设立政协地方委员会的指示，开始筹建中国人民政治协商会议株洲市委员会。1980年11月29日，政协株洲市第一届委员会第一次会议召开，中国人民政治协商会议株洲市委员会成立。

## 歷屆組成人員

### 第10屆常務委員會（任期2022年－2027年）
主席：聂方红
副主席：周雪辉、周恕、柳怀德、杨小幼、何建红、朱胜辉、陈艳娟、程轶辉
秘书长：姚永告

### 第9屆常務委員會（任期2017年－2022年）
主席：蔡溪
副主席：余明刚、朱庸靖、余群明、周恕、金继承、黄诗燕、周雪辉、柳怀德、周煦惠（2018年-）
秘 书 长：朱振湘（至2018年）、袁生华（2018年-）

### 第8屆常務委員會（任期2012年－2017年）
主席：黄曙光
副主席：贺夏盛、张国浩、戴卫丁、余明刚、朱庸靖、杨胜跃、王建平、余群明、周恕、（2015年-）谢一明、（2015年-）邓尚文、刘春生（2016年-）
秘书长：朱振湘

## 相关链接
- 株洲政协 （页面存档备份，存于）官方网站